# روبرت سیمرا
روبرت سیمرا (آلمانی: Robert Cimera; ۱۷ سپتامبر ۱۸۸۷ – ۱ ژانویهٔ ۲۰۰۰) بازیکن فوتبال اهل اتریش بود.
از باشگاه‌هایی که در آن بازی کرده‌است می‌توان به باشگاه فوتبال راپید وین اشاره کرد.
وی همچنین در تیم ملی فوتبال اتریش بازی کرده‌است.